# لاري دالي
لاري دالي (بالإنجليزية: Larry Dale)‏ هو موسيقي ومغني أمريكي، ولد في 7 يناير 1923 في تكساس في الولايات المتحدة، وتوفي في 19 مايو 2010 في نيويورك في الولايات المتحدة.

## وصلات خارجية
- لاري دالي على موقع ميوزك برينز (الإنجليزية)
- لاري دالي على موقع أول ميوزيك (الإنجليزية)
- لاري دالي على موقع ديسكوغز (الإنجليزية)